# Ådalsbruk
Ådalsbruk est un village de la municipalité de Løten en Norvège.

## Description
Sa population est de 595. C’était un ancien site industriel, du nom de l’usine de fer Aadals Brug Jernstøberi og Mek. Værksted, qui a existé de 1842 à 1928.

## Personnages célèbres
- Le peintre et graveur expressionniste norvégien Edvard Munch est né à Ådalsbruk en 1863.